# Hehlerei (Deutschland)
Die Hehlerei ist ein Straftatbestand, der im deutschen Strafrecht in § 259 StGB geregelt ist. Er dient dem Schutz des Vermögens. Der Tatbestand zählt zu den Anschlussdelikten, stellt also Verhaltensweisen unter Strafe, die im Anschluss an eine fremde Straftat erfolgen. § 259 StGB verbietet mehrere Handlungen, durch die eine rechtswidrige Besitzlage an einer Sache verfestigt wird: das Verschaffen des Besitzes an einer solchen Sache, deren Ankaufen, deren Absetzen sowie das Leisten von Absatzhilfe. Aufgrund der vermögensschützenden Funktion der Hehlerei beschränkt sich der Kreis der möglichen Vortaten auf Delikte, die sich gegen fremdes Vermögen richten. Hierzu zählt insbesondere der Diebstahl (§ 242 StGB).
Für die Hehlerei können eine Freiheitsstrafe bis zu fünf Jahren oder eine Geldstrafe verhängt werden. Aufgrund dieses Regelstrafrahmens handelt es sich bei der Hehlerei nach § 12 Abs. 2 StGB um ein Vergehen. Höhere Strafen sind möglich, wenn die Tat gewerbs- oder bandenmäßig begangen wird (§ 260, § 260a StGB).
Laut Polizeilicher Kriminalstatistik wurden 2022 in Deutschland 1.383 Fälle der Hehlerei mit Fahrzeugen und 9.403 Fälle der Hehlerei mit anderen Gütern angezeigt. Die Aufklärungsquote der Hehlerei liegt für die gemeldeten Taten mit über 95 % auf einem überdurchschnittlich hohen Niveau. Allerdings wird ein großes Dunkelfeld vermutet.
Hehlereitatbestände finden sich ebenfalls im europäischen Ausland. In der Schweiz ist die Hehlerei in Art. 160 StGB geregelt. Diesen Tatbestand erfüllt, wer eine Sache, von der er weiß oder annehmen muss, dass sie aus einer gegen fremdes Vermögen gerichteten Tat stammt, erwirbt, sich schenken lässt, zum Pfande nimmt, verheimlicht oder veräußert. In Österreich macht sich wegen Hehlerei nach § 164 StGB strafbar, wer eine Sache, die aus einer mit Strafe bedrohten Handlung gegen fremdes Vermögen stammt, an sich bringt, einem Dritten verschafft oder den Täter dabei unterstützt, diese zu verheimlichen oder zu verwerten. Von der deutschen Rechtslage unterscheidet sich insbesondere die Tathandlung des Verheimlichens: In Österreich und Schweiz unterfallen Handlungen der Hehlerei, die dem Vortäter dabei unterstützen, den eigenen Besitz an dem Tatobjekt aufrechtzuerhalten. In Deutschland fällt dieses Verhalten in den Bereich der Begünstigung (§ 257 StGB) und der Geldwäsche (§ 261 StGB). Im englischen und walisischen Strafrecht wird die Hehlerei als Handling stolen goods bezeichnet. Der Anwendungsbereich dieses Tatbestands ist im Vergleich zur deutschen Strafnorm enger, da er sich auf Objekte beschränkt, die aus einem Diebstahl stammen.

## Normierung und Schutzzweck
Der Tatbestand der Hehlerei ist in § 259 StGB normiert und lautet seit seiner letzten Veränderung am 1. Januar 1975 wie folgt:
(2) Die §§ 247 und 248a gelten sinngemäß.
§ 259 StGB dient primär dem Schutz des Vermögens. Zu diesem Zweck stellt er vier ausgewählte Verhaltensweisen unter Strafe, die fremde Vermögenswerte gefährden, indem sie die vom Vortäter herbeigeführte rechtswidrige Besitzlage aufrechterhalten und vertiefen, also dem Eigentümer den Zugriff auf sein Eigentum erschweren (sog. Perpetuierungstheorie). Da es für die Strafbarkeit nicht darauf ankommt, ob es im Einzelfall zu einer konkreten Gefährdung der Interessen des Eigentümers der Hehlerware gekommen ist, handelt es sich bei § 259 StGB nach überwiegender Ansicht um ein abstraktes Gefährdungsdelikt.
Nach einer in Rechtsprechung und Lehre verbreiteten Auffassung schützt die Hehlerei zusätzlich das Interesse der Allgemeinheit an der Prävention von Straftaten. Begründet wird dies damit, dass Hehlerei die Vortat für den Vortäter lukrativ erscheinen lässt, indem der Hehler diesem einen Anreiz zur Begehung weiterer gegen fremdes Vermögen gerichteter Delikte gibt. Dieser Aspekt erkläre es, dass das Strafmaß der Hehlerei das einiger Vermögensdelikte übersteigt. Gegen diese Position wird indes von manchen Autoren eingewandt, dass ein Schutz von Allgemeininteressen nicht mit der durch § 259 Abs. 2 StGB angeordneten Notwendigkeit eines Strafantrags bei Taten innerhalb der Familie harmoniere.

## Entstehungsgeschichte

### Ursprünge der Hehlerei als Sonderform der Beihilfe
Die Hehlerei entwickelte sich – ebenso wie das inhaltlich und systematisch eng verwandte Delikt der Begünstigung – historisch aus der Beihilfe heraus. Zahlreiche Rechtsordnungen des Mittelalters und der frühen Neuzeit erblickten in der Hehlerei noch keinen eigenständigen Straftatbestand, sondern eine besondere Erscheinungsform der Beihilfe zu einer fremden Tat. Allerdings war die Teilnahmelehre nur wenig durch Gesetz geregelt, weshalb diese überwiegend durch Praxis und Lehre geprägt wurde. Diese unterschied zwischen der Beihilfe vor, während und nach Abschluss der Tatbegehung. Hehlerei und Begünstigung wurden der letztgenannten Fallgruppe zugeordnet (auxilium post delictum). Die genaue Abgrenzung von Hehlerei und Begünstigung blieb dabei oft unklar.
Als sich die deutschen Staaten Mitte des 18. Jahrhunderts vielfach um eine stärkere Kodifizierung des Strafrechts bemühten, knüpften sie zunächst vielfach an die Tradition des gemeinen Rechts an. So regelte das Allgemeine Preußische Landrecht von 1794 die Hehlerei im Wesentlichen als Annex zu den einzelnen Straftaten; strafbar machte sich hiernach, wer an den Vorteilen der jeweiligen Tat teilhatte. Die Begünstigung wurde nur auszugsweise für spezifische, insbesondere gewerbsmäßige Hilfeleistungen unter Strafe gestellt. Auch das bayerische StGB von 1813 begriff Hehlerei und Begünstigung als Beihilfehandlungen, wobei es die Hehlerei als Unterfall der Begünstigung ansah.

### Verselbstständigung der Hehlerei am dem 19. Jahrhundert
Im 19. Jahrhundert wurde die Hehlerei allmählich aus dem Beihilfekontext herausgelöst und als selbstständiges Delikt mit eigenständigem Unrechtsgehalt aufgefasst. Anlass hierzu gab der Umstand, dass sich die Hehlerei bereits nach damaliger Vorstellung durch ein eigennütziges Gewinnstreben des Täters auszeichnete. Dieses Motiv war eher für Vermögens- und Eigentumsdelikte als für Beihilfehandlungen typisch, bei denen es dem Täter im Schwerpunkt auf die Unterstützung des Vortäters ankam. Daher fügte sich die Hehlerei in die Systematik der Beihilfetatbestände nicht ein. Einen frühen Schritt zur Verselbstständigung der Hehlerei enthielt das sächsische Criminalgesetzbuch von 1838, das eine eigenständige Strafvorschrift zur Hehlerei enthielt. Inhaltlich beschränkte sich diese Vorschrift indes darauf, auf die Begünstigung als spezielle Beihilfehandlung zu verweisen; die Verselbstständigung der Hehlerei war hier also lediglich formaler Natur.
Eine auch inhaltliche Verselbstständigung erfuhr die Hehlerei durch das preußische Strafgesetzbuch (PrStGB) von 1851. Dieses enthielt in § 237 einen eigenständigen Hehlereitatbestand, der wie folgt lautete:
Wird festgestellt, daß mildernde Umstände vorhanden sind, so kann die Strafe bis auf
§ 237 PrStGB wurde durch zwei Qualifikationen ergänzt, die eine verschärfte Strafandrohung vorsahen, wenn die Tat im Anschluss an einen schweren Raub oder einen schweren Diebstahl (§ 238 PrStGB) oder gewerbsmäßig (§ 239 PrStGB) begangen wurde. Bezüglich der Begünstigung setzte das preußische StGB die Praxis des gemeinen Rechts fort, hierin eine Beihilfe nach Tatabschluss zu erblicken.
Bei der neuen Hehlereivorschrift zeigten sich in der Praxis rasch Auslegungsprobleme: Zum einen war unklar, wie die drei Tathandlungen voneinander abzugrenzen waren. Zum anderen enthielt die Norm einen Wertungswiderspruch, weil sie nur für die Unterstützung des Vortäters (Personenhehlerei), nicht aber für das Verheimlichen der Sache (Sachhehlerei), die Absicht zur Erlangung eines eigenen Vorteils forderte.

### Hehlerei nach dem Reichsstrafgesetzbuch

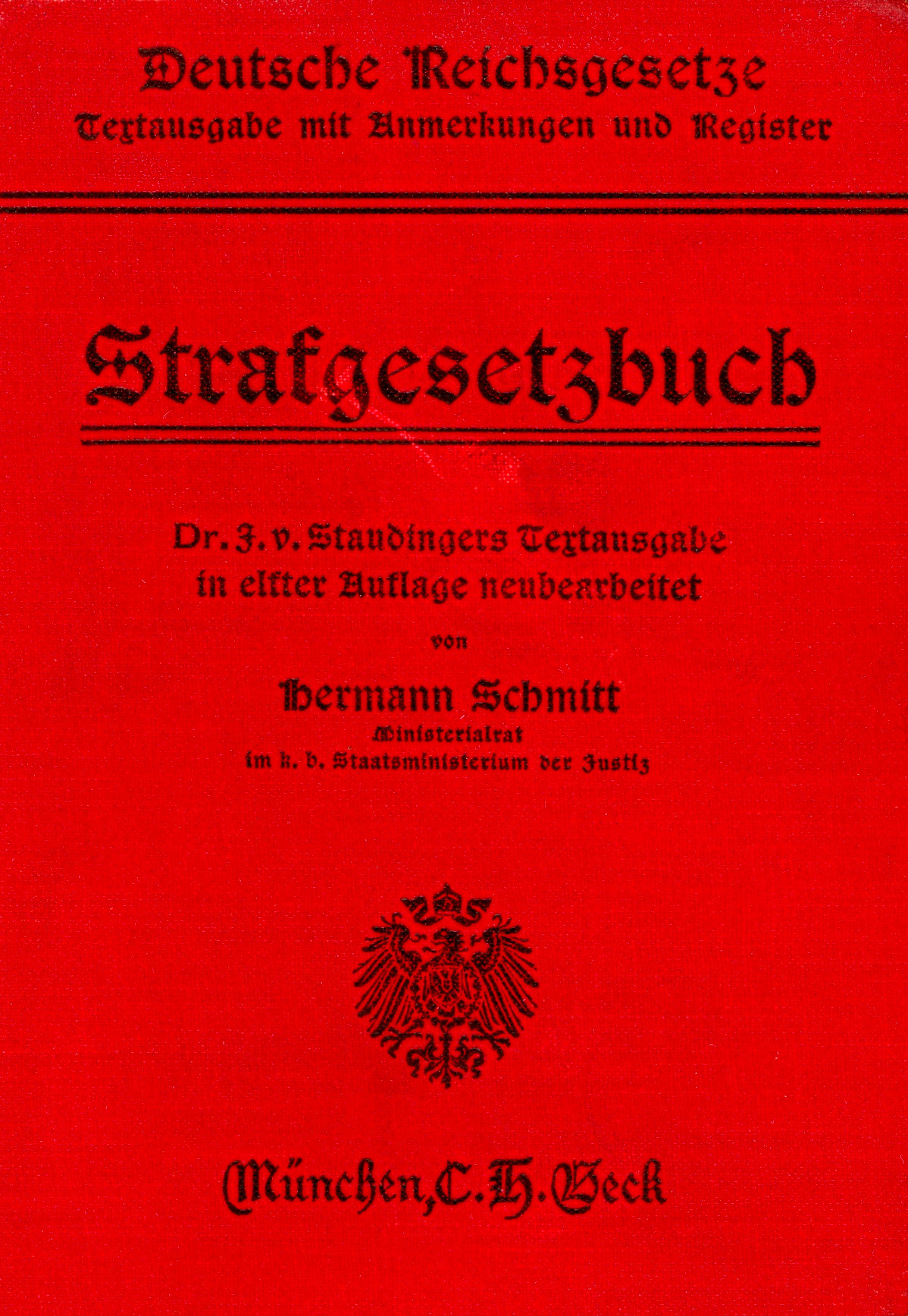
Reichsstrafgesetzbuch

Nach der Reichsgründung schuf der Gesetzgeber das Reichsstrafgesetzbuch, das am 1. Januar 1872 in Kraft trat. Dabei nahm er einen Hehlereitatbestand auf, den er unter enger Orientierung am preußischen StGB konzipierte. Er übernahm weitgehend dessen Hehlervorschrift er in einer revidierten Fassung von 1856 mitsamt der Qualifikation aus § 239 PrStGB:
Im Vergleich zum preußischen StGB unterschied das RStGB weniger konsequent zwischen Hehlerei und Begünstigung (§ 257 RStGB). So behandelte es Begünstigung und Hehlerei nicht nur gleichermaßen als eigenständige Anschlussdelikte, es fügte darüber hinaus in § 258 RStGB einen Mischtatbestand ein, der bestimmte Fälle der Begünstigung, die an ein Eigentumsdelikt als Vortat anknüpften, der Hehlerei gleichsetzte. Dies erschwerte der Praxis in der Folgezeit die Unterscheidung zwischen Begünstigung und Hehlerei. Dies wurde zusätzlich dadurch verkompliziert, dass dem Gesetz nicht eindeutig zu entnehmen war, welches Rechtsgut beide Tatbestände jeweils schützen sollten.
Bezüglich des unklaren Schutzguts schaffte das Reichsgericht Klarheit, indem es in einer Entscheidung 1882 im Anschluss an Vorarbeiten aus dem Schrifttum ausdrücklich formulierte, dass der Strafgrund der Hehlerei in der Perpetuierung einer rechtswidrigen Vermögenslage liegt. Im Übrigen veranlassten die beschriebenen Probleme den Gesetzgeber dazu, zahlreiche Reformentwürfe auszuarbeiten. Diese wurden jedoch bis 1914 nicht umgesetzt. Mit Ausbruchs des Ersten Weltkriegs kamen die Reformbestrebungen schließlich zum Erliegen. Nach Kriegsende wurden die Reformbemühungen wieder aufgegriffen, jedoch gelangten sie ähnlich wie vor dem Krieg nicht über das Entwurfsstadium hinaus.

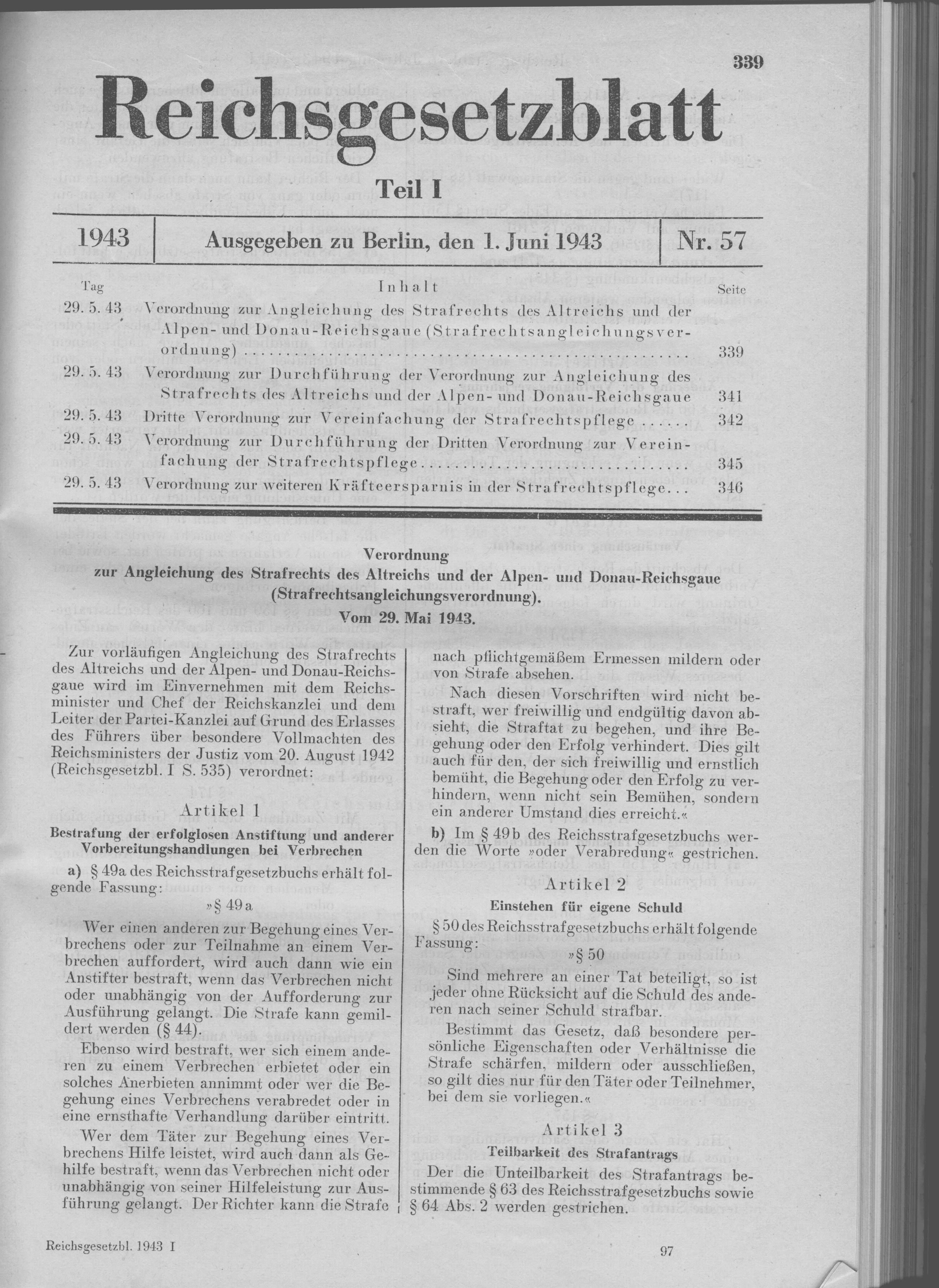
Strafrechtsangleichungsverordnung

Zu einer ersten Änderung des § 259 RStGB kam es erstmals am 15. Juni 1943. Dort ergänzte der Gesetzgeber § 259 RStGB um einen zweiten Absatz, der die Versuchsstrafbarkeit einführte. Anlass hierfür war, dass nach der Annexion Österreichs 1938 in den annektierten Gebieten österreichisches Recht fortgalt. Hieraus resultierten Friktionen, die sich bei der Hehlerei darin zeigten, dass der Versuch der Tat nach deutschem Recht bislang straflos, nach österreichischem dagegen strafbar war. Überdies wurde es bereits seit längerem als unbefriedigend empfunden, wie die Rechtsprechung bei der Hehlerei zwischen Versuch und Vollendung – und damit zwischen Strafbarkeit und Straflosigkeit – abgrenzte: Sie legte an die Begehungsvariante des Ansichbringens weit höhere Anforderungen als an die übrigen Handlungen an, bei denen teilweise Vorbereitungshandlungen als ausreichend angesehen wurden. Dies wurde vielfach als unstimmig bewertet.

### Entwicklungen nach 1945
Nach dem Zusammenbruch des Deutschen Reichs galt § 259 RStGB zunächst sowohl in der DDR als auch in der Bundesrepublik Deutschland weiter. Die DDR löste das frühere RStGB durch ein eigenständiges Strafgesetzbuch ab, indem der bisherige Hehlereitatbestand als § 234 fortgalt. Auch in der Bundesrepublik, in der das RStGB als StGB neu bekanntgemacht wurde, wurde die Strafnorm zunächst nicht verändert.
Eine erste, allerdings nur geringfügige Änderung des § 259 trat am 1. September 1969 in Kraft. Hierbei wurde die Höchststrafe der Hehlerei im Zuge der Reform des Sanktionenrechts auf fünf Jahre Freiheitsstrafe begrenzt.
Eine größere Änderung erfuhr § 259 StGB mit Wirkung zum 1. Januar 1975. Ziel dieser Reform war, die Unterschiede zwischen Hehlerei und dem inhaltlich verwandten Tatbestand der Begünstigung (§ 257 StGB) herauszuarbeiten. Nach dem Konzept des Gesetzgebers sollte die Begünstigung allgemein darauf abzielen, dass dem Täter nicht die Vorteile aus der Vortat erhalten bleiben, während die Hehlerei stärker auf vermögensbezogene Aspekte fokussiert werden sollte. Um dies zu erreichen, entfernte der Gesetzgeber die Tathandlung des Verheimlichens aus § 259 StGB und formulierte die übrigen Tathandlungen neu. Nach der überarbeiteten Fassung macht sich strafbar, wer sich oder einem Dritten eine Sache verschafft, sie ankauft, absetzt oder einem anderen beim Absetzen hilft. Den Kreis der möglichen Vortaten begrenzte der Gesetzgeber auf solche, die sich gegen fremdes Vermögen richten, etwa den Diebstahl (§ 242 StGB). Der bisherige Mischtatbestand des § 258 StGB wurde aufgehoben und durch den Tatbestand der Strafvereitelung ersetzt, der die Strafrechtspflege schützt. Schließlich ergänzte der Gesetzgeber in § 259 StGB einen Verweis auf die Normen § 247 und § 248a StGB, die unter bestimmten Tatumständen die Strafverfolgung davon abhängig machen, dass der von der Tat Betroffene einen Strafantrag stellt.
1992 ergänzte der Gesetzgeber die Hehlerei mit der Einführung des § 260a StGB um eine weitere Qualifikation, die die gewerbsmäßige Bandenhehlerei mit zusätzlicher Strafandrohung versieht. Dieser Tatbestand dient der Bekämpfung der organisierten Kriminalität, die typischerweise sowohl gewerbs- als auch bandenmäßig handelt und daher ein gesteigertes Gefährdungspotential für die Schutzgüter der Hehlerei birgt.

## Tatbestand

### Sache aus geeigneter Vortat

#### Potentielle Vortaten
Tatobjekt der Hehlerei ist eine Sache, die aus einer vollendeten rechtswidrigen Straftat eines anderen stammt. Diese Tat wird als Vortat, ihr Täter als Vortäter bezeichnet. Die Vortat muss nicht schuldhaft begangen worden sein. Taugliche Vortaten sind daher auch solche Delikte, die von einem schuldunfähigen oder entschuldigten Täter begangen werden. Es kommt ferner nicht darauf an, ob die Vortat strafrechtlich verfolgbar ist. Auch ein verjährtes oder als mitbestrafte Nachtat abgehandeltes Delikt kommt daher als Vortat in Frage.
Während bei den anderen Anschlussdelikten Begünstigung und Strafvereitelung jedes Delikt als Vortat in Frage kommt, hat die Hehlerei einen engeren Anwendungsbereich. Sie knüpft lediglich an Delikte an, die eine rechtswidrige Vermögensverschiebung bewirken. Hierzu zählen insbesondere die Eigentums- und Vermögensdelikte des StGB, also Diebstahl (§ 242 StGB) und Betrug (§ 263 StGB). Delikte, die primär andere Schutzgüter haben, sind lediglich in Fällen taugliche Vortaten der Hehlerei, in denen sie auch Eigentums- oder Vermögensinteressen schützen. Denkbar ist dies vor allem bei der Urkundenfälschung (§ 267 StGB), die im Schwerpunkt das Vertrauen des Rechtsverkehrs auf die Authentizität von Urkunden schützt, allerdings häufig zur Vorbereitung von Betrugstaten verwirklicht wird.

#### Rechtswidrige Vermögenslage
Eine Sache gilt als aus der Vortat erlangt, wenn sie unmittelbar aus dieser herrührt. Gegenstand der Hehlerei ist daher lediglich das im Rahmen der Vortat erworbene Objekt, etwa das Diebesgut eines Diebstahls. Ersatzleistungen hierfür werden hingegen von § 259 StGB nicht erfasst, sofern sie nicht ihrerseits aus einer rechtswidrigen Tat stammen. Daher ist es beispielsweise nicht tatbestandsmäßig, wenn der Vortäter seine Diebesbeute verkauft und das dadurch erlangte Geld einem Dritten gibt, der um die Vortat weiß: Eine Hehlerei an der Diebesbeute scheidet aus, da der Täter der Vortat keine Hehlerei begehen kann. Eine Hehlerei am Geld scheitert daran, dass dieses nicht aus einer gegen fremdes Vermögen gerichteten Straftat stammt. Derartige Fälle werden zwar als Ersatzhehlerei bezeichnet, erfüllen jedoch nicht den Tatbestand des § 259 StGB.
Die durch die Vortat begründete rechtswidrige Vermögenslage muss im Zeitpunkt der Hehlerei fortbestehen. Dies ist so lange der Fall, wie der Täter oder ein Dritter kein unanfechtbares Eigentum an der Beute erworben hat. Die Beurteilung der Rechtswidrigkeit richtet sich nach zivilrechtlichen Maßstäben, insbesondere den Vorschriften zum gutgläubigen oder zum gesetzlichen Eigentumserwerb. Keine Hehlerei stellt es beispielsweise dar, wenn jemand eine sogenannte Raubkopie von deren Eigentümer erwirbt, da hierbei keine rechtswidrige Besitzlage am Datenträger entsteht.

#### Personenverschiedenheit von Täter und Hehler
§ 259 Abs. 1 StGB knüpft an die Vortat eines anderen an. Hehler und Vortäter müssen daher personenverschieden sein, da die spätere Verwertung der Beute durch den Vortäter kein eigenständiges Unrecht enthält. Die Verwertung der eigenen Beute ist daher keine strafbare Hehlerei.
Strittig ist, ob sich jemand wegen Hehlerei strafbar machen kann, der an der Vortat als Teilnehmer mitwirkt. Nach einer Auffassung erfasst die Teilnahme an der Vortat das gesamte Unrecht der Aufrechterhaltung der rechtswidrigen Besitzlage. Eine Hehlerei sei daher auch beim Teilnehmer der Vortat ausgeschlossen. Die in der Rechtswissenschaft vorherrschende Auffassung bejaht demgegenüber die Strafbarkeit des Teilnehmers, da dieser anders als der Vortäter die rechtswidrige Besitzlage nicht geschaffen, sondern lediglich gefördert hat. Daher begehe er durch ein späteres Hehlerverhalten eigenständiges Unrecht. Darüber hinaus fehle es bei der Hehlerei an einer Regelung, die die Straffreiheit des Teilnehmers der Vortat anordnet. Eine solche ist aber bei den Anschlussdelikten Begünstigung und Geldwäsche gegeben. Hieraus folge, dass der Gesetzgeber bei der Hehlerei auch den Teilnehmer der Vortat erfassen wollte.

### Tathandlungen

#### Vorbemerkungen
Der Tatbestand der Hehlerei enthält vier Tathandlungen: Das Verschaffen, das Ankaufen, das Absetzen und das Leisten von Absatzhilfe. Bei den ersten beiden Handlungen agiert der Hehler als Erwerber der Beute oder auf der Seite eines solchen, bei den letzten beiden als Veräußerer oder auf der Seite eines solchen.
Alle Tathandlungen setzten voraus, dass der Hehler mit dem Vorbesitzer der Sache einverständlich zusammenwirkt. Diese ungeschriebene Voraussetzung erklärt sich aus dem Schutzzweck des § 259 StGB, der verhindern will, dass der Vortäter einen Anreiz zur Begehung weiterer gegen das Vermögen gerichteter Delikte erhält. An einem solchen Anreiz fehlt es, wenn der Vortäter Besitz oder Eigentum an der Beute verliert, ohne daraus profitiert zu haben.
An einem Zusammenwirken fehlt es etwa, wenn der Täter die Sache dem Vortäter ohne dessen Zustimmung wegnimmt oder sie ihm abnötigt. Anders verhält es sich, wenn sich der Täter den Besitz an der Sache durch Täuschung des Vortäters erschleicht. Hier ist Hehlerei möglich, da der Vortäter den Besitz an der Sache freiwillig und bewusst auf den Hehler überträgt.
Das Einverständnis des Vortäters muss im Zeitpunkt der Übertragung des Sachbesitzes vorliegen. Eine mutmaßliche Einwilligung genügt daher nicht.

#### Verschaffen
Ein Verschaffen liegt vor, wenn der Täter die selbstständige Verfügungsgewalt über das aus der Vortat stammende Beutegut zu eigenen wirtschaftlichen Zwecken erlangt. Dies ist der Fall, wenn er unabhängig vom Vortäter ähnlich einem Eigentümer mit der Sache verfahren, also wirtschaftlich eigenständig über das Tatobjekt verfügen kann.
Typischerweise geschieht dies dadurch, dass sich der Hehler die Beute vom Vortäter gegen Bezahlung übergeben lässt und dadurch unmittelbarem Eigenbesitz an dieser begründet. Es genügt allerdings auch, wenn sich der Hehler bloß mittelbaren Eigenbesitz verschafft, sofern er hierdurch die tatsächliche Verfügungsgewalt an die Sache erlangt. So verhält es sich etwa, wenn der Hehler eine Sache verpfändet und dafür einen Pfandschein erhält oder wenn ein weisungsabhängiger Gehilfe des Hehlers die Beute in Empfang nimmt.
Dem Hehler fehlt es demgegenüber an einer hinreichenden Verfügungsmöglichkeit, wenn dieser die Sache etwa nur als Entleiher, Verwahrer oder Verkaufskommissionär besitzt, da er sich hierbei den Nutzungsvorgaben eines anderen – des Vermieters, Verleihers oder Kommittenten – unterwirft. Ebenfalls nicht ausreichend ist es, wenn der Täter die Sache lediglich zwecks Vernichtung an sich nimmt, da hierbei keine Verwertung zu eigenen wirtschaftlichen Zwecken vorliegt. Umstritten ist in der Rechtswissenschaft, ob der Mitverzehr des Hehlerobjekts tatbestandsmäßig ist. Befürworter argumentieren, dass der Verzehr einer Sache im Rahmen der Diebstahlsdelikte als Zueignung gilt, weshalb es widersprüchlich wäre, hierin kein Sichverschaffen zu erblicken. Überwiegend wird eine Tatbestandsmäßigkeit jedoch verneint, weil der Hehler allein durch den Verbrauch der Sache keine eigene, umfassende Verfügungsgewalt über diese erlange.
Ebenfalls stellt es ein Verschaffen im Sinne des § 259 StGB dar, wenn der Hehler diese Verfügungsgewalt nicht sich selbst, sondern einem Dritten einräumt. Hiermit werden Fälle erfasst, in denen der Täter als Zwischenhändler auftritt, also die Sache vom Vortäter erwirbt und diesen anweist, die Sache unmittelbar an einen Abnehmer des Hehlers zu übergeben.
Ein Verschaffen kann auch in der Form des Unterlassens begangen werden. Dies erfordert eine Garantenstellung des Unterlassenden, also die Pflicht, den Eintritt des Taterfolgs abzuwenden. Eine solche besteht beispielsweise bei einem Betriebsinhaber, der für die Abläufe auf seinem Betriebsgelände verantwortlich ist. Daher stellt es beispielsweise eine Hehlerei durch Unterlassen dar, wenn dieser die Verwendung gestohlener Werkzeuge in seinem Betrieb bewusst toleriert.

#### Ankauf
Das Ankaufen stellt einen besonderen Fall des Verschaffens dar, bei dem ein Kaufvertrag die schuldrechtliche Grundlage der Überlassung an den Hehler darstellt. Die Anforderungen dieser Variante entsprechen daher denen des Verschaffens. Dementsprechend setzt auch diese Variante voraus, dass sich der Hehler die Verfügungsgewalt über die der Sache verschafft.
Ein Eigentumserwerb des Hehlers ist auch beim Ankaufen ausgeschlossen, da das Eigentum rechtsgeschäftlich übertragen werden müsste. Dies scheitert jedoch zum einen an der fehlenden Berechtigung des kriminellen Veräußerers (Vortäter) und zum anderen an der Bösgläubigkeit des Erwerbers (Hehler).

#### Absatz
Ein Absetzen liegt vor, wenn der Täter die Beute eigenständig im Interesse des Vortäters verwertet. Dies geschieht typischerweise durch Verkauf und Übergabe der Sache an einen Dritten. Nach herrschender Auffassung stellen nur entgeltliche Verwertungshandlungen ein Absetzen dar, da der Begriff des Absetzens im allgemeinen Sprachgebrauch als kommerzielles Handeln verstanden werde. Hiergegen wird eingewandt, dass auch durch unentgeltliche Geschäfte eine rechtswidrige Vermögenslage aufrechterhalten wird. Für die Strafbarkeit hat diese Streitfrage allerdings in der Regel keine Bedeutung, da einer unentgeltlichen Hehlerei typischerweise die notwendige Bereicherungsabsicht fehlt und daher bereits aus diesem Grund nicht nach § 259 StGB strafbar ist.
Größere Relevanz besitzt die Streitfrage, ob das Absetzen bereits durch die Vornahme einer Absatzhandlung vollendet wird oder ob zusätzlich der Absatzerfolg eintreten muss. Das überwiegende Schrifttum geht seit Langem von letzterem aus und nimmt ein Absetzen nur dann an, wenn es dem Täter gelungen ist, die Sachherrschaft über das Tatobjekt auf einen Dritten zu übertragen. Dafür sprechen der Wortlaut und die in § 259 Abs. 3 StGB angeordnete Versuchsstrafbarkeit, für die kaum ein Anwendungsbereich bliebe, genügte bereits das Bemühen um ein Absatzerfolg für die Tatvollendung. Außerdem erfordern das Verschaffen und das Ankaufen ebenfalls eine Veränderung der Verfügungsgewalt als Taterfolg, weshalb es unstimmig wäre, beim Absetzen hierauf zu verzichten. Der Bundesgerichtshof ließ jedoch dennoch in ständiger Rechtsprechung bereits das Bemühen um einen Absatz genügen. Er begründete dies mithilfe des früheren, bis 1969 gültigen Wortlaut des § 259 StGB, der bereits das Mitwirken am Absatz bestrafte. Hierfür genügten Hilfehandlungen unabhängig von einem gelungenen Absatz der Beute. Der Gesetzgeber habe in der Neufassung der Norm diese Beurteilung nicht ändern wollen. Mit einem Urteil aus dem Jahr 2013 gab das Gericht diese Auffassung allerdings auf schloss sich den Argumenten der Literaturauffassung an. Seitdem verlangt er ebenfalls einen Absatzerfolg.
Auch beim Absetzen muss die rechtswidrige Besitzlage an der Sache fortgesetzt werden. Hieran fehlt es, wenn der Täter die Sache an den durch die Vortat Verletzten veräußert, der zum Besitz der Sache berechtigt ist. Diese erlischt ebenfalls, wenn der Abnehmer ein verdeckter Ermittler oder eine Vertrauensperson der Polizei ist.

#### Absatzhilfe
Diese Tatmodalität bestraft Handlungen, die eine fremde Absatzhandlung fördern. Beispielhaft sind das Vermitteln von potentiellen Käufern und das Fördern des Absatzvorgangs. Eine Absatzhilfe kann aber auch dadurch begangen werden, dass man es pflichtwidrig versäumt, ein Absetzen durch Dritte zu unterbinden. Eine solche Pflicht trifft beispielsweise einen Wirt, in dessen Geschäft regelmäßige Hehlergeschäfte durchgeführt werden.
Damit fallen unter diese Tatvariante Handlungen, die typischerweise eine Beihilfe im Sinne von § 27 StGB zum Absetzen darstellen und daher bereits hiernach strafbar wären. Eine Beihilfe zu einer Hehlerei ist jedoch ausgeschlossen, wenn derjenige, der beim Absetzen unterstützt wird, der Vortäter ist, da dieser nach dem Wortlaut der Norm keine Hehlerei begehen kann. Diese potentielle Strafbarkeitslücke soll die Tatmodalität der Absatzhilfe schließen.
Wie bei der Variante des Absetzens ist auch die Absatzhilfe erst dann vollendet, wenn der Täter einer anderen Person die Verfügungsgewalt über die Sache einräumt. Bei der Abgrenzung zwischen der Absatzhilfe und der Beihilfe zum hehlerischen Erwerb ist die Organisation des Hehlergeschäfts maßgeblich: Ist der Helfer in die Organisation des Absetzenden eingebunden, leistet er Absatzhilfe. Steht er dagegen auf Seiten des Erwerbers, leistet er diesem Beihilfe zum Verschaffen.

### Vorsatz
Eine Strafbarkeit wegen Hehlerei erfordert gemäß § 15 StGB, dass der Täter zumindest mit bedingtem Vorsatz handelt. Hierfür muss er die Tatumstände erkennen und die Verwirklichung des Tatbestands billigend in Kauf nehmen. Dies bezieht sich insbesondere auf die Herkunft der Beute; der Täter muss in Kauf nehmen, dass das Tatobjekt aus einer rechtswidrigen Tat stammt die eine mögliche Vortat des § 259 StGB ist. Nicht notwendig ist, dass der Täter die konkrete Tat kennt, aus der die Sache herrührt; es genügt das Bewusstsein, dass die Sache aus irgendeiner geeigneten Vortat stammt. Dieses Bewusstsein muss der Täter gemäß § 8 StGB im Zeitpunkt der Hehlerhandlung haben. Erfährt er erst später von der kriminellen Herkunft der Sache, liegt also keine Hehlerei vor. Nimmt er mit diesem Wissen eine der in § 259 StGB genannten Handlungen vor, kann dies allerdings als Unterschlagung (§ 246 StGB) strafbar sein.

### Bereicherungsabsicht
Zusätzlich muss der Täter in der Absicht handeln, sich oder einem Dritten zu bereichern. Im Ausgangspunkt entspricht dieses Merkmal inhaltlich der Bereicherungsabsicht des Betrugstatbestands (§ 263 StGB). Hier wie dort wird das Streben nach einer Bereicherung ermittelt, indem im Wege der Gesamtsaldierung die vom Täter erstrebte Vermögenssituation mit derjenigen verglichen wird, die ohne die Tat bestünde. Hiernach handelt der Hehler etwa mit Bereicherungsabsicht, wenn er die Ware mit Gewinn weiterveräußern oder sie zu einem unter dem Marktwert liegenden Preis erwerben will. Keine Bereicherungsabsicht liegt hingegen vor, wenn der Täter die Ware zu marktüblichen Konditionen kauft. Stellt das Tatobjekt ein Gut dar, mit dem nicht legal gehandelt werden kann, etwa Rauschgift, bildet der übliche Schwarzmarktpreis den Vergleichsmaßstab.
Im Unterschied zu anderen Delikten, die eine Bereicherungsabsicht fordern, setzt § 259 StGB nicht voraus, dass der erstrebte Vermögensvorteil stoffgleich mit dem Schaden des Opfers ist. Stoffgleichheit liegt vor, wenn der erstrebte Vermögensvorteil die Kehrseite des Schadens des Opfers ist. Für den Schutzzweck der Hehlerei ist diese Voraussetzung irrelevant, da ein Hehler typischerweise nicht danach strebt, sich unmittelbar am Besitzverlust des Opfers zu bereichern. Vielmehr begehrt er die Gegenleistung eines Dritten. Ferner verlangt § 259 StGB angesichts seines Schutzzwecks nicht, dass die Bereicherung rechtswidrig ist. Ob der Hehler Ansprüche gegen das Opfer hat, ist daher für die Strafbarkeit irrelevant.
Keine Bereicherungsabsicht liegt schließlich vor, wenn es dem Täter allein darum geht, den Vortäter zu bereichern; dies berührt den Schutzzweck der Hehlerei nicht. Das Handeln zugunsten des Vortäters ist stattdessen als Begünstigung strafbar.

## Versuch, Vollendung und Beendigung
Der Vollendungszeitpunkt der Hehlerei variiert je nach Tathandlung. Verschaffen und Ankaufen sind vollendet, sobald der Hehler den Besitz an der Beute der Vortat erlangt hat. Absetzen und Absetzenhelfen sind vollendet, sobald die Beute erfolgreich abgesetzt wurde.
Der Versuch der Hehlerei ist gemäß § 259 Abs. 3 StGB strafbar. Eine Hehlerei erreicht das Versuchsstadium, wenn der Täter zur Tat unmittelbar ansetzt. Schwierigkeiten bereitet in diesem Zusammenhang die Absatzhilfe. Da hierbei das Absetzen von einem anderen vorgenommen wird liegt der Zeitpunkt des Versuchsbeginns des Hehlers nach den allgemeinen Regeln (§ 22 StGB) im Ansetzen zur unterstützenden Handlung. Dies halten Rechtsprechung und Rechtswissenschaft jedoch für zu weitgehend, da diese Handlung nicht notwendigerweise eine strafwürdige Gefährdung enthalte. Eine solche entstehe erst, wenn der Absetzende zu seiner Absatzhandlung ansetzt. Daher sei erst ab diesem Zeitpunkt eine versuchte Absatzhilfe möglich.

## Prozessuales und Strafzumessung

### Strafrahmen und Verfolgbarkeit
Für die Hehlerei können grundsätzlich eine Freiheitsstrafe bis zu fünf Jahren oder eine Geldstrafe verhängt werden. Im juristischen Schrifttum wird teilweise gefordert, die zwingende Strafmilderung, die § 27 Abs. 2 S. 2 StGB für Gehilfen vorsieht, analog auf den Hehler anzuwenden, der sich wegen Absatzhilfe strafbar macht, da diese Tatmodalität lediglich eine vertypte Gehilfenhandlung unter Strafe stellt. Überwiegend wird dies jedoch abgelehnt, da dies der gesetzlichen Systematik widerspreche. Zwar fuße die Absatzhilfe auf der Beihilfe, der Gesetzgeber habe sie jedoch als eigenständige Handlung mit täterschaftlicher Qualität ausgestaltet.
Die Tat wird grundsätzlich als Offizialdelikt von Amts wegen verfolgt. § 259 Abs. 2 StGB verweist allerdings auf die Strafantragsregelungen des Diebstahls, die in Ausnahmefällen einen solchen Antrag erforderlich machen. Eines Strafantrags bedarf es daher, wenn die Vortat zulasten eines Familienangehörigen begangen worden ist (§ 247 StGB) oder das Tatobjekt geringwertig ist (§ 248a StGB). Von Geringwertigkeit geht die Rechtsprechung bei einem Wert von unter 50 € aus. Sobald die Tat beendet ist, beginnt gemäß § 78a StGB die Verfolgungsverjährung. Die Verjährungsfrist beträgt gemäß § 78 Abs. 3 Nr. 4 StGB fünf Jahre.

### Qualifikationen

#### Gewerbsmäßige Hehlerei; Bandenhehlerei
Das StGB enthält drei strafschärfende Qualifikationstatbestände der Hehlerei, die auf zwei Normen aufgeteilt sind. Zwischen diesen Normen besteht ein Stufenverhältnis dergestalt, dass § 260a StGB eine Verschärfung des § 260 StGB darstellt. § 260 StGB qualifiziert die gewerbsmäßige und die bandenmäßige Begehung der Hehlerei.
Gewerbsmäßig handelt der Täter, wenn er beabsichtigt, durch wiederholte Begehung von Hehlertaten eine Einnahmequelle von einiger Dauer und einigem Umfang zu erhalten. Bereits die erste Hehlerei ist eine gewerbsmäßige, wenn sie aus Sicht des Täters die erste in einer Reihe von Taten ist. Die erhöhte Strafandrohung der gewerbsmäßigen Begehung ergibt sich daraus, dass ein gewerbsmäßiger Hehler Vortätern in besonders starkem Maß Anreize zur Begehung weiterer Taten gibt.
Eine Bande ist ein Zusammenschluss von mindestens drei Personen, die sich zur fortgesetzten Tatbegehung verbunden haben. Die bandenmäßige Begehung wird mit verschärfter Strafe bedroht, weil ihr die zusätzliche Gefahr innewohnt, dass sich die Bandenmitglieder gegenseitig dazu bestärken, weitere Taten zu begehen. Anders als bei den Tatbeständen des bandenmäßigen Diebstahls (§ 244 StGB) oder Raubs (§ 250 StGB) ist es bei der Bandenhehlerei nicht notwendig, dass wenigstens zwei Bandenmitglieder an einer Hehlertat mitwirken, sodass die Bande etwa auch aus zwei Dieben und einem Hehler bestehen kann.
Die Qualifikation ist mit einem Strafrahmen von sechs Monaten bis zu zehn Jahren versehen. In der Konsequenz verjährt die Tat gemäß § 78 Abs. 3 Nr. 3 StGB erst nach zehn Jahren. Beide Qualifikationsmerkmale des § 260 StGB stellen besondere persönliche Merkmal im Sinne von § 28 Abs. 2 StGB dar, was sich auf die Bestrafung von Teilnehmern auswirkt: Aus § 260 StGB sind nur diejenigen Teilnehmer zu bestrafen, die selbst gewerbs- oder bandenmäßig handeln.

#### Gewerbsmäßige Bandenhehlerei
§ 260a StGB kombiniert die beiden Qualifikationen des § 260 StGB und ordnet grundsätzlich eine Strafe von einem bis zehn Jahren an, wenn der Täter sowohl gewerbs- als auch bandenmäßig handelt. Dieser Tatbestand besitzt wegen seines Mindeststrafrahmens Verbrechenscharakter. Daher kann die Beteiligung im Vorfeld der Tat nach § 30 StGB strafbar sein. In minder schweren Fällen beträgt die Strafe allerdings lediglich zwischen sechs Monaten und fünf Jahren. Ein solcher Fall kann etwa vorliegen, wenn das Tatobjekt geringwertig ist.

## Gesetzeskonkurrenzen
Setzt der Täter im Rahmen einer Hehlerhandlung mehrere Gegenstände ab, liegt nur eine Hehlerei vor. Die Unterschlagung tritt aufgrund ihrer formellen Subsidiarität häufig hinter die Hehlerei zurück. Tateinheit ist insbesondere mit den übrigen Anschlussdelikten möglich.
Häufig bestehen bei der Beschlagnahme und der Sicherstellung von Diebesgut das praktische Problem zu beweisen, ob die Person, bei der die Beute gefunden wurde, an der Tat beteiligt war oder in Kenntnis dessen sich die Sache verschafft hat. Insofern könnte also entweder ein Eigentumsdelikt, etwa ein Diebstahl oder eine Hehlerei vorliegen. In solchen Fällen wird das Prinzip der Wahlfeststellung angewandt: Bei Straftaten mit vergleichbaren Strafrahmen wird der Täter wahlweise wegen eines der beiden Delikte verurteilt. Da der Strafrahmen von Diebstahl und Hehlerei gleichwertig sind, ist eine Wahlfeststellung bei diesen Delikten möglich. Gleiches gilt bei Unterschlagung, Betrug sowie bei mehreren Hehlerhandlungen.

## Kriminologie
Das Bundeskriminalamt gibt jährlich eine Statistik über alle in Deutschland gemeldeten Straftaten heraus, die Polizeiliche Kriminalstatistik. Seit 1993 wird das gesamte Bundesgebiet erfasst. In den Statistiken von 1991 und 1992 wurden die alten Bundesländer und das gesamte Berlin erfasst. Ältere Statistiken erfassen nur die alten Bundesländer.
Die absolute Anzahl an Hehlereien ist zwischen 1987 und 2019 zurückgegangen, auch wenn sich bei der Entwicklung der Häufigkeit keine klare Tendenz abzeichnet. Allerdings wird das Dunkelfeld als groß eingeschätzt, da es für Ermittlungsbehörden außerordentlich schwer sei, Absatzgeschäfte von legalen Geschäften zu unterscheiden.
Den überwiegenden Teil der Vortaten machen Diebstähle aus. Häufiges Tatobjekt der Hehlerei stellen Kraftfahrzeuge dar. Daher werden diese in der Kriminalstatistik gesondert erfasst. Bei diesen zeichnete sich Mitte der 90er Jahre ein großer Anstieg ab. Seitdem verläuft die Anzahl der Delikte mit Ausnahme von Anstiegen zwischen 2000 und 2006 sowie zwischen 2010 und 2012 rückläufig.
|      | Erfasste Fälle | Erfasste Fälle        | Erfasste Fälle |                  |
| Jahr | insgesamt      | pro 100.000 Einwohner | Versuche       | Aufklärungsquote |
| ---- | -------------- | --------------------- | -------------- | ---------------- |
| 1987 | 23.633         | 39                    | 392 (1,7 %)    | 99,5 %           |
| 1988 | 22.310         | 36                    | 398 (1,8 %)    | 99,2 %           |
| 1989 | 18.285         | 30                    | 338 (1,8 %)    | 99,1 %           |
| 1990 | 17.041         | 27                    | 359 (2,1 %)    | 99 %             |
| 1991 | 19.140         | 29                    | 356 (1,9 %)    | 98,3 %           |
| 1992 | 22.432         | 34                    | 400 (1,8 %)    | 99,5 %           |
| 1993 | 19.709         | 24                    | 407 (2,1 %)    | 99,5 %           |
| 1994 | 17.596         | 22                    | 394 (2,2 %)    | 99,7 %           |
| 1995 | 19.548         | 24                    | 468 (2,4 %)    | 99,2 %           |
| 1996 | 21.326         | 26                    | 502 (2,4 %)    | 99,7 %           |
| 1997 | 20.612         | 25                    | 479 (2,3 %)    | 99,1 %           |
| 1998 | 21.992         | 27                    | 663 (3 %)      | 98,9 %           |
| 1999 | 21.003         | 26                    | 549 (2,6 %)    | 98,2 %           |
| 2000 | 20.995         | 26                    | 542 (2,6 %)    | 98,1 %           |
| 2001 | 20.738         | 25                    | 461 (2,2 %)    | 97,9 %           |
| 2002 | 20.416         | 25                    | 481 (2,4 %)    | 97,8 %           |
| 2003 | 20.111         | 24                    | 416 (2,1 %)    | 97,7 %           |
| 2004 | 20.235         | 25                    | 396 (2 %)      | 98,1 %           |
| 2005 | 20.340         | 25                    | 425 (2,1 %)    | 97,9 %           |
| 2006 | 19.256         | 23                    | 366 (1,9 %)    | 97,4 %           |
| 2007 | 16.809         | 20                    | 364 (2,2 %)    | 97,2 %           |
| 2008 | 17.293         | 21                    | 535 (3,1 %)    | 97,3 %           |
| 2009 | 15.935         | 19                    | 543 (3,4 %)    | 96,8 %           |
| 2010 | 14.869         | 18                    | 433 (2,9 %)    | 96,7 %           |
| 2011 | 14.667         | 18                    | 524 (3,6 %)    | 96,8 %           |
| 2012 | 15.539         | 19                    | 456 (2,9 %)    | 96,7 %           |
| 2013 | 17.711         | 22                    | 508 (2,9 %)    | 96,7 %           |
| 2014 | 17.655         | 22                    | 641 (3,6 %)    | 96 %             |
| 2015 | 16.177         | 20                    | 509 (3,1 %)    | 95,7 %           |
| 2016 | 15.645         | 19                    | 531 (3,4 %)    | 95,5 %           |
| 2017 | 13.434         | 16,3                  | 443 (3,3 %)    | 96,2 %           |
| 2018 | 12.581         | 15,2                  | 461 (3,7 %)    | 95,3 %           |
| 2019 | 10.664         | 12,8                  | 436 (4,1 %)    | 95,2 %           |
| 2020 | 10.929         | 13,1                  | 420 (3,8 %)    | 94,7 %           |
| 2021 | 9.299          | 11,2                  | 405 (4,4 %)    | 95,0 %           |
| 2022 | 9.403          | 11,3                  | 460 (4,9 %)    | 94,1 %           |

## Verwandte Tatbestände

### Fahrlässige Hehlerei von Edelmetallen und Edelsteinen
§ 148b GewO normiert den Tatbestand der fahrlässigen gewerbsmäßige Hehlerei von Edelmetallen. Taugliche Tatobjekte sind ausgewählte Edelmetalle: Gold, Silber, Platin sowie Platinbeimetalle (Palladium, Rhodium, Ruthenium, Iridium und Osmium). Die Tathandlungen entsprechen denen der Hehlerei des § 259 StGB. Anders als bei diesem Tatbestand sind weder Vorsatz noch Bereicherungsabsicht des Täters notwendig, stattdessen genügt bei § 148b GewO bereits Leichtfertigkeit bezüglich der kriminellen Herkunft des Tatobjekts. Somit bestehen für den gewerbsmäßigen Ankäufer von Edelmetallen besondere Sorgfaltspflichten beim Handel mit der Ware oder bei deren Verarbeitung.

### Steuerhehlerei
Die Steuerhehlerei ist in § 374 AO normiert. Diesen Tatbestand erfüllt, wer sich Gegenstände verschafft, ankauft, sie absetzt oder sie abzusetzen hilft, hinsichtlich denen Verbrauchsteuern oder Einfuhr- und Ausfuhrabgaben hinterzogen worden sind, um sich oder einen Dritten zu bereichern. Ebenfalls um taugliche Tatobjekte handelt es sich bei Waren oder Erzeugnissen, die einem Einfuhr- oder Ausfuhrverbot unterliegen (Bannbruch), sofern der Täter mit diesen gewerbs- oder bandenmäßig handelt. Häufig ist dieser Tatbestand beim Handel mit geschmuggelten Zigaretten einschlägig.
Eine Besonderheit in Bezug auf die Steuerhehlerei von Zigaretten folgt aus § 37 des Tabaksteuergesetzes (TabStG). Die Norm mit der amtlichen Überschrift „Schwarzhandel mit Zigaretten“ schafft eine Privilegierung für Täter, die Zigaretten in Verpackungen erwerben, an denen ein gültiges Steuerzeichen nicht angebracht ist, soweit der einzelnen Tat nicht mehr als 1.000 Zigaretten zugrunde liegen.
Da für Tabakwaren die Verbrauchsteuer durch Entwerten und Anbringen der Steuerzeichen an den Kleinverkaufspackungen entrichtet wird (§ 17 Abs. 1 TabStG), ist beim Erwerb von Zigarettenpackungen ohne Steuerzeichen grundsätzlich von einer Steuerhehlerei auszugehen. Denn das pflichtwidrige Unterlassen der Verwendung von Steuerzeichen erfüllt den Tatbestand des § 370 Abs. 1 Nr. 3 AO. Unter den Voraussetzungen des § 37 Abs. 1 TabStG liegt jedoch nur eine Ordnungswidrigkeit vor, die Anwendung insbesondere von § 374 AO ist insoweit ausgeschlossen.
Eine weitere Privilegierung folgt aus § 32 ZollVG. Danach sollen Steuerstraftaten, einschließlich der Steuerhehlerei, nicht als solche verfolgt werden, wenn durch die Vortat Einfuhr- oder Ausfuhrabgaben oder Verbrauchsteuern von insgesamt nicht mehr als 250 Euro verkürzt wurden. Eine Ausnahme gilt jedoch bei gewerbs- oder bandenmäßiger Steuerhehlerei (§ 32 Abs. 2 ZollVG, § 374 Abs. 2 AO). Wird eine Steuerhehlerei nach § 32 Abs. 1 ZollVG nicht verfolgt oder wird von der Verfolgung einer Steuerstraftat, die sich auf Einfuhr- oder Ausfuhrabgaben oder Verbrauchsteuern bezieht, nach § 398 der Abgabenordnung oder nach § 153 der Strafprozessordnung abgesehen, so kann ein Zuschlag bis zur Höhe der festzusetzenden Einfuhr- oder Ausfuhrabgaben oder Verbrauchsteuern, höchstens jedoch bis zu 250 Euro erhoben werden. Die Privilegierung aus § 37 TabStG geht der Privilegierung aus § 32 ZollVG allerdings vor.

### Datenhehlerei
Der Tatbestand der Datenhehlerei ist am 18. Dezember 2015 als § 202d StGB in Kraft getreten. Das Delikt schützt die Vertraulichkeit von Daten. Es stellt verschiedene Handlungen unter Strafe, durch die illegal erlangte Daten weiter verbreitet werden. Die Tathandlungen wurden in enger Anlegung an § 259 StGB formuliert: Strafbar sind das Verschaffen, Überlassen, Verbreiten und das Zugänglichmachen von Daten, die rechtswidrig erlangt wurden und nicht öffentlich zugänglich sind.
Der Tatbestand wurde bereits im Gesetzgebungsverfahren stark kritisiert, da in ihm eine Gefahr für den Journalismus im Zusammenhang mit Daten von Whistleblowern gesehen wurde. Rechtswissenschaftler beschreiben die Regelung als „missraten“ sowie als „ausufernd und fehlplatziert“.